# Горстмар
Горстмар (нім. Horstmar) — місто в Німеччині, знаходиться в землі Північний Рейн-Вестфалія. Підпорядковується адміністративному округу Мюнстер. Входить до складу району Штайнфурт.
Площа — 45 км2. Населення становить 6595 ос. (станом на 31 грудня 2020).